# José Oiticica
José Rodrigues Leite e Oiticica (Oliveira,  22 de julio de 1882 - Río de Janeiro, 30 de julio de 1957) fue uno de los pensadores e intelectuales más destacados de su época, además de un reconocido militante anarquista. Fue fundador y director del periódico anarquista Acción directa desde el año 1946 hasta su muerte; también escribió y publicó varios libros de poesía.

## Biografía
Hijo de un senador, fue enviado a un colegio religioso del que fue expulsado por rebelión. Después de estudiar Derecho y Medicina sin acabar ninguna de las dos carreras, se dedicó a la enseñanza y la filología. En 1906 fundó el Colegio Latinoamericano, donde se aplicó una pedagogía avanzada. Más tarde, como catedrático, impartió enseñanza de filología portuguesa en la Universidad de Hamburgo (1929-1930).
La evolución progresiva de sus ideas lo llevó al anarquismo en 1912. Participó en el Centro de Estudios Sociales, donde se convierte en un activo militante libertario, realizando conferencias en los sindicatos y participando al lado de los trabajadores en cualquier actividad de agitación social. En 1918 fue acusado de responsabilidad en la llamada a la huelga general insurreccional; es detenido y deportado. En 1924 volvió a la prisión a causa de sus ideas libertarias y antimilitaristas. Después participó en la Liga Anticlerical de Río de Janeiro. También durante los años 1920 denunció el ascenso del autoritarismo bolchevique en Rusia y la división que se creaba entre los trabajadores.
Falleció el 30 de julio de 1957. En marzo de 1958 se creó en su memoria el Centro de Estudios José Oiticica (CEPJO), en Río de Janeiro, que estuvo abierto después del golpe de Estado de 1964 hasta octubre de 1969, cuando fue asaltado, sus miembros detenidos y torturados y algunos encarcelados.
José Oiticica fue padre del fotógrafo José Oiticica Filho (1906-1964) y abuelo del artista plástico Hélio Oiticica, ambos de ideas anarquistas.

## Familia
Paralelamente a la vida de literato y libertario, José Oiticica constituyó a una amplia familia: Fue padre de siete hijas - Vanda Oiticica, Sônia Oiticica, Selma Oiticica, Laura Oiticica, Dulce Oiticica, Clara Oiticica, Vera Oiticica y de un hijo que recebiría el nombre de su padre: José Rodrigues Leite e Oiticica Filho. 
En la época, la casa de los Oiticica era frecuentada por personalidades como  Coelho Neto, Viriato Correia y Monteiro Lobato. A lo largo de su carrera como profesor de letras y lenguas tuvo como alumnos a Antônio Houaiss, Antônio de Pádua y Manuel Bandeira, entre otros .
Del rumbo tomados por sus hijos, Sônia Oiticica se dedicó al teatro y artes cénicas, conquistando la fama en el medio, mientras José Oiticica Filho fue un gran entomólogo y fotógrafo de renombre. 
Hélio Oiticica, hijo de Oiticica Filho fue artista plástico, fundador del Grupo Neoconcreto, uno de los más politizados gestores del movimiento conocido como Tropicália, que tiene como monumento iniciático ua obra de su autoría.

## Selección de sus obras
- Sonetos 1 (1911)
- Estudios de Fonología (1916)
- Sonetos 2 (1919)
- Principios y Fin del Programa Anarquista-Comunista (1919)
- La Trama de Un Gran Crimen (1922)
- Manual de Estilo (1923)
- Método de Estudio de las Lenguas Sudamericanas (1930)
- La Doctrina Anarquista al Alcance de Todos (1947)
- Crítica Anarquista de la Sociedad Actual (1956)
- Curso de Literatura (1960)
- Acción Directa (1970)